# Alessandro Petacchi

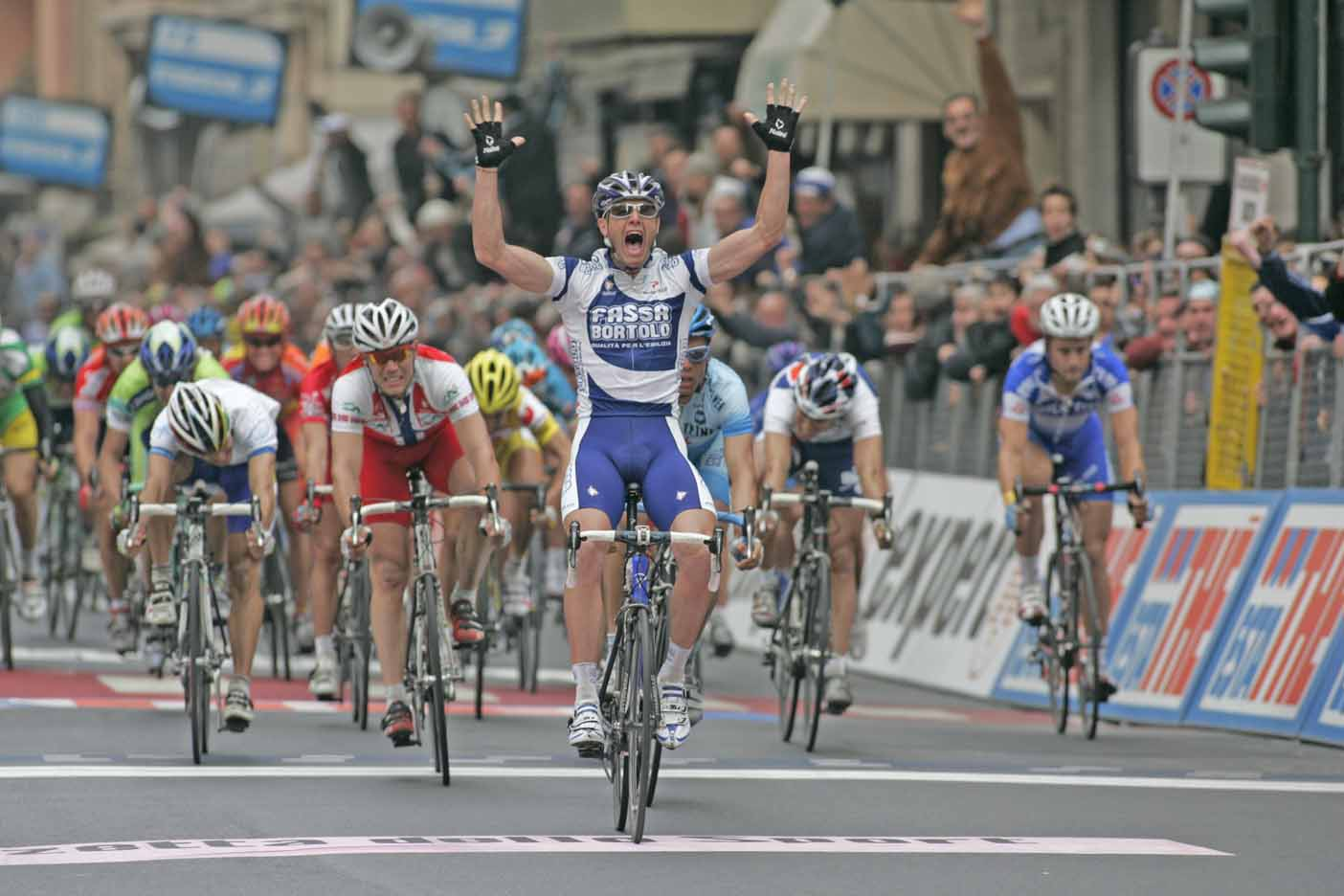
Alessandro Petacchi vinner Milano-San Remo 2005

Alessandro Petacchi, född 3 januari 1974 i La Spezia, Italien, är en professionell tävlingscyklist och är främst känd som en spurtspecialist. Som sådan har han vunnit en mängd etappsegrar i de stora etapploppen, inte minst 2003 då han totalt tog inte mindre än 15 segrar i de tre stora etapploppen.
Petacchi tävlar för Lampre sedan säsongen 2010.

## Biografi
Drömmen om att bli professionell kom samma dag som Giuseppe Saronni vann världsmästerskapen i Goodwood, England, 1982. Fyra år senare hade Alessandro Petacchi vunnit sitt första lopp med den lokala cykelklubben. 
Petacchi blev professionell 1996 med Scrigno-Blue Storm och tävlade med dem under två säsonger. Han tävlade sedan ett år för Navigare-Gaerne innan han gick vidare till Fassa Bortolo. Petacchi tävlade mellan 2006 och maj 2007 för det italiensk-tyska UCI ProTour-stallet Team Milram, där även en annan av världens bästa spurtare Erik Zabel tävlade, efter att Fassa Bortolo lagt ned sitt stall. I början av juli 2008 skrev Petacchi på ett kontrakt med cykelstallet LPR Brakes. Han blev därmed stallkamrat med bland annat landsmannen Danilo Di Luca efter sin dopningsavstängning som avslutades den 1 september 2008. När Team LPR lade ned gick han vidare till Lampre.
Alessandro Petacchi tog sin första etappseger på Giro d'Italia 2003 och han vann ytterligare fem etapper innan tävlingen var över. Han vann fyra etapper på Tour de France 2003 och fem etapper på Vuelta a España.
Petacchi har vunnit en klassiker, Milan-San Remo 2005. Under året vann han också Volta a la Comunitat Valenciana och flera etapper under loppet. Utöver det vann han etapper på Romandiet runt, Giro d'Italia, Tirreno-Adriatico och på Vuelta a España. 
Petacchi blev avstängd av sitt stall Team Milram efter att ha testats positivt för astmamedlet salbutamol under Giro d'Italia 2007. Petacchi har astma och har papper på att han får använda salbutamol för sjukdomen. Halterna som testades befanns dock vara alltför höga för att kunnat ha inhalerats. Den 16 maj 2008 blev det känt att italienarens stall Team Milram hade sparkat cyklisten, det efter att CAS, Idrottens skiljedomstol, hade dömt honom till avstängning fram till den 31 augusti 2008. Under säsongen 2007 vann italienaren etapperna 11 och 12 på Vuelta a España 2007.
Säsongen 2008 började bra när Petacchi vann sitt första lopp, GP Costa degli Etruschi. Några veckor därpå vann han den tredje etappen av Vuelta a Andalucía (Ruta Ciclista del Sol) före landsmännen Giovanni Visconti och Riccardo Riccò. Under tävlingen vann han också etapp fyra och fem. Petacchi vann också den femte och sista etappen av Volta a la Comunitat Valenciana (Gran Premio Bancaja) strax därpå. I mars 2008 vann han den fjärde etappen på Tirreno-Adriatico. Petacchi vann även etapp 1 och 6 under Presidential Cycling Tour i april 2008.
Den 7 september vann italienaren etapp 1 av Tour of Britain före Rob Hayles och Magnus Bäckstedt. Han vann också etapp 6 och 8 av tävlingen. Senare samma månad vann han Memorial Viviana Manservisi 'dalla pianura alle valli'.

### 2009
Säsongen 2009 startade med en vinst i GP Costa degli Etruschi, vilket blev hans femte raka seger, men den första på säsongen. I februari slutade Petacchi trea på etapp 1 av Giro di Sardegna bakom Mirco Lorenzetto och Enrico Gasparotto. Han vann etapp 5 av tävlingen framför Daniele Bennati och Manuel Belletti. I mars vann han etapp 2 av Tirreno-Adriatico framför Bennati och Koldo Fernández.
Petacchi vann etapp 2 av Settimana Ciclista Lombarda. En dag tidigare hade hans stall LPR Brakes-Farnese Vini vunnit lagtempoetappen och Petacchi hade korsat mållinjen först av alla. Han vann också etapp 4 av den italienska tävlingen. I början på maj vann han Giro di Toscana framför Manuel Belletti och Ruggero Marzoli. Han vann etapp 2 och 3 av Giro d'Italia 2009, den första på sin sons födelsedag. En månad senare vann italienaren etapp 2 av DELTA Tour Zeeland framför Tyler Farrar och Bobbie Traksel. I juli slutade han tvåa på Brixia Tour bakom Mattia Gavazzi.

### 2010
Petacchi vann etapp 2 och 4 av Giro della Provincia di Reggio Calabria. På etapp 3 av tävlingen slutade han på andra plats bakom Giuseppe Muraglia. Han vann GP Costa degli Etruschi och etapp 3 av Giro di Sardegna. På etapp 5 av Giro di Sardegna slutade han på andra plats bakom Alberto Loddo. På etapp 3 och 7 av Tirreno-Adriatico slutade han också på andra plats. Oscar Freire och Tom Boonen slutade framför Petacchi på Milano-San Remo.

## Meriter i Grand Tours
Etappsegrar i Giro d'Italia: 2003 x 6, 2004 x 9, 2005 x 4, 2007 x 5, 2009 x 2, , 2011 x 1  

Etappsegrar i Tour de France: 2003 x 4, 2010 x 2

Etappsegrar i Vuelta a España: 2000 x 2, 2002 x 1, 2003 x 5, 2004 x 4, 2005 x 5, 2007 x 2, 2010 x 1

## Stall
- Scrigno 1996–1998
- Navigare-Gaerne 1999
- Fassa Bortolo 2000–2005
- Team Milram 2006–2008
- LPR Brakes 2008–2009
- Lampre 2010–